# デマントイド
デマントイド（demantoid）または翠柘榴石（すいざくろいし）は、柘榴石（ガーネット）グループの鉱物である灰鉄柘榴石（アンドラダイト）の中で宝石となる緑色の変種である。灰鉄柘榴石はカルシウムと鉄に富む柘榴石である。化学式はCa3Fe2(SiO4)3であり、クロムによる置換が原因で緑色を呈する。第二鉄が黄色の原因である。
誤った名称にolivineやUralian emeraldがある。
2003年頃、一部のロシア産デマントイドガーネットが色を強くするために日常的に加熱処理されているという報告書が業界に回り始めた。こういった処理は比較的低温で行われていると信じられており、宝石学的検査によって検出することができないと考えられる。

## 歴史
柘榴石は古代から知られているものの、デマントイド変種が発見されたのは1868年、ロシアの中西部ウラル山脈においてであった。エカテリンブルクからおよそ110キロメートル、ボブロフカ川に沿って北西方向、Elizavetinskoye村の近くで沖積層が発見された。鉱山労働者はすぐに、柘榴石には珍しい高い屈折率を持つ宝石物質に驚かされた。この鉱物はダイヤモンドと比較され、古ドイツ語でダイヤモンドを意味するDemantから「demantoid（ダイヤモンドの様なもの）」と呼ばれ始めた。この理由は明白で、デマントイドの強い輝きと分散による。
エカテリンブルクの75キロメートル南、Poldnevaya村南西のChusovaya川とChrisolitka川沿いで2つ目の鉱床が見つかった。この地域では5つのデマントイド鉱床が発見された。まれな緑色とダイヤモンドよりも大きな分散度を持つデマントイドはすぐに貴重で高価な宝石となった。デマントイドが発見された時から1919年頃まで、ピーター・カール・ファベルジェがデマントイドを使った宝飾品を作成したため、ロシアでは人気があった。簡素で飾り気のない共産主義ロシアでは、これらの宝石は流行遅れとなった。
より多くの原石が1970年代と1980年代にボブロフカ川で見つかった。1999年頃、中央ウラル山脈での生産量は非常に限られていた。当時掘り出された石の多くが今日販売されている。
1996年にナミビアでデマントイドとアンドラダイトの新たな鉱床が発見され、この鉱床は現在「グリーンドラゴン」鉱山と呼ばれている。
ロシアとナミビアの商業的に重要な鉱床に加えて、デマントイドはイタリア（マレンコ渓谷、ロンバルディア）、イラン（ケルマーン）、アフガニスタンなどその他いくつかの場所でも見つかる。
2009年頃、マダガスカルでデマントイドガーネットが発見された。

## 外観
デマントイドは灰鉄柘榴石（アンドラダイト）の緑色変種である。デマントイドは（定義によって）常に主として緑色であるが、正確な色調は非常に強い黄色がかった緑色から最高級のエメラルドの色に近い色まで多岐にわたる。中には茶色がかった色合いを持つものもあり、これは鉄によるものである。分散度（0.057）は異常に高く、これはしばしば「ファイア」（虹色の輝き）として目に見えるが、一部の例では石本体の緑色によってこの効果が目立たなくなることがある。デマントイドの光沢は金剛光沢である。デマントイドは1.80から1.89の高い屈折率も有する。
デマントイドは一般的に小さく、仕上がった石は一般的に1カラット (200 mg) 以下であり、2カラット (400 mg) を超える石は稀で、3カラット (600 mg) を超える石は非常に稀である。
より強い緑色を持つ石は一般的に価値が高いが、黄色がかった緑色の薄い色の石のほうがファイアがはっきりと見える。石の色とファイアのどちらを選択するかは個人の好みの問題であり、緑色の石よりも黄色がかった緑色の石を好む人もいる。

## ホーステール
ロシア産デマントイドはしばしばクリソタイル（白石綿）のインクルージョン（内包物）を含む。これらの繊維は非常に小さなクロム鉄鉱の結晶から放射状に拡がっている。これらのインクルージョンは羽のような金色の糸で、曲がっており、馬の尻尾（ホーステール）に似ている。宝石学では、こういったインクルージョンの存在が天然デマントイドの特徴と見なされる（すなわち、これらのインクルージョンはその他の緑色の宝石では見られない）。インクルージョンの存在で宝石の価値が高まることもあり、「ホーステール」は一流のロシア起源のしるしと取られるため、デマントイドにおいて望ましい特徴と見なされうる。しかし、他の産地のデマントイドの中にも蛇紋岩起源の特徴である「ホーステール」を含むものもあり、その一方で全てのロシア産デマントイドが「ホーステール」を含んでいるわけではない。一部のデマントイドの微細構造は「ホーステール」の存在によって影響を受けていると考えられているが、ホーステールを持たない他産地のデマントイドは高い頻度で平滑な結晶面を示す。